# UFC Fight Night: Rockhold vs. Philippou
UFC Fight Night: Rockhold vs. Philippou (também conhecido como UFC Fight Night 35) foi um evento de artes marciais mistas, ocorrido em 15 de janeiro de 2014 na Arena at Gwinnett Center em Duluth, Georgia.

## Background
O evento principal foi a luta entre os pesos médios norte-americanos Luke Rockhold e Costa Philippou.
O brasileiro Thiago Silva estava escalado para lutar contra Ovince St. Preux, mas devido à causas ainda desconhecidas, foi retirado do evento menos de 24 horas depois do anúncio da luta. A luta acabou sendo movida para o UFC 171.
Adlan Amagov era esperado para enfrentar Jason High no evento, porém, uma lesão tirou Amagov do evento. Para o lugar de Amagov foi chamado o estreante iraniano Beneil Dariush. Porém, High foi obrigado a se retirar da luta após ter seu apêndice rompido e foi substituído por Charlie Brenneman.

## Bônus da Noite
Cada lutador recebeu US$50.000 (cerca de R$118 mil).
- Luta da Noite:  Yoel Romero vs.  Derek Brunson
- Nocaute da Noite:  Luke Rockhold
- Finalização da Noite:  Cole Miller